# 螢之光 (生物股長單曲)
《螢之光》（日语：ホタルノヒカリ）是日本組合生物股長的第14張單曲，於2009年7月15日由Epic Records Japan發行。

## 概要
本作跟前作《兩人》相隔3個月發售，是生物股長在2009年發行的第2張單曲。單曲在初回期間會以動畫《火影忍者疾風傳》的大號宣傳貼紙包裝，並附送「生物卡片013」和「火影忍者疾風傳特別卡片」。
A面曲《螢之光》是東京電視台動畫《火影忍者疾風傳》的第五首片頭曲（2009年4月9日至2009年9月24日），為生物股長自《青鳥》以來第二次為《火影忍者疾風傳》提供歌曲。只有FLOW比生物股長為《火影忍者》系列提供更多的歌曲。
單曲收錄了2首歌曲——《螢之光》（ホタルノヒカリ）和《回憶的間隙》（おもいでのすきま）。其中B面曲《回憶的間隙》由山下穗尊作曲和填詞，寫於單曲發行6年前，是他少有比較關於個人的歌曲。這首歌是一首以男生的角度寫的失戀歌曲（但組合主唱吉岡聖惠是女生）。

## 歌曲列表
| CD   | CD                    | CD       | CD     | CD               | CD   |
| 曲序 | 曲目                  | 词曲     | 编曲   | 弦編曲           | 时长 |
| ---- | --------------------- | -------- | ------ | ---------------- | ---- |
| 1.   | 螢之光                | 水野良樹 | 江口亮 | クラッシャー木村 | 4:02 |
| 2.   | 回憶的間隙            | 山下穗尊 | 湯浅篤 | －               | 5:24 |
| 3.   | 螢之光 -instrumental- | －       | －     | －               |      |

## 註腳
1. ↑  FLOW提供了三首歌曲，分別是《GO!!!（日语：GO!!!）》、《Re:member（日语：Re:member）》和《Sign（日语：Sign (FLOWの曲)）》。

## 外部連結
- 生物股長官方網站（日語）
- Sony Music（日語）